# Volkslied van de Europese Unie

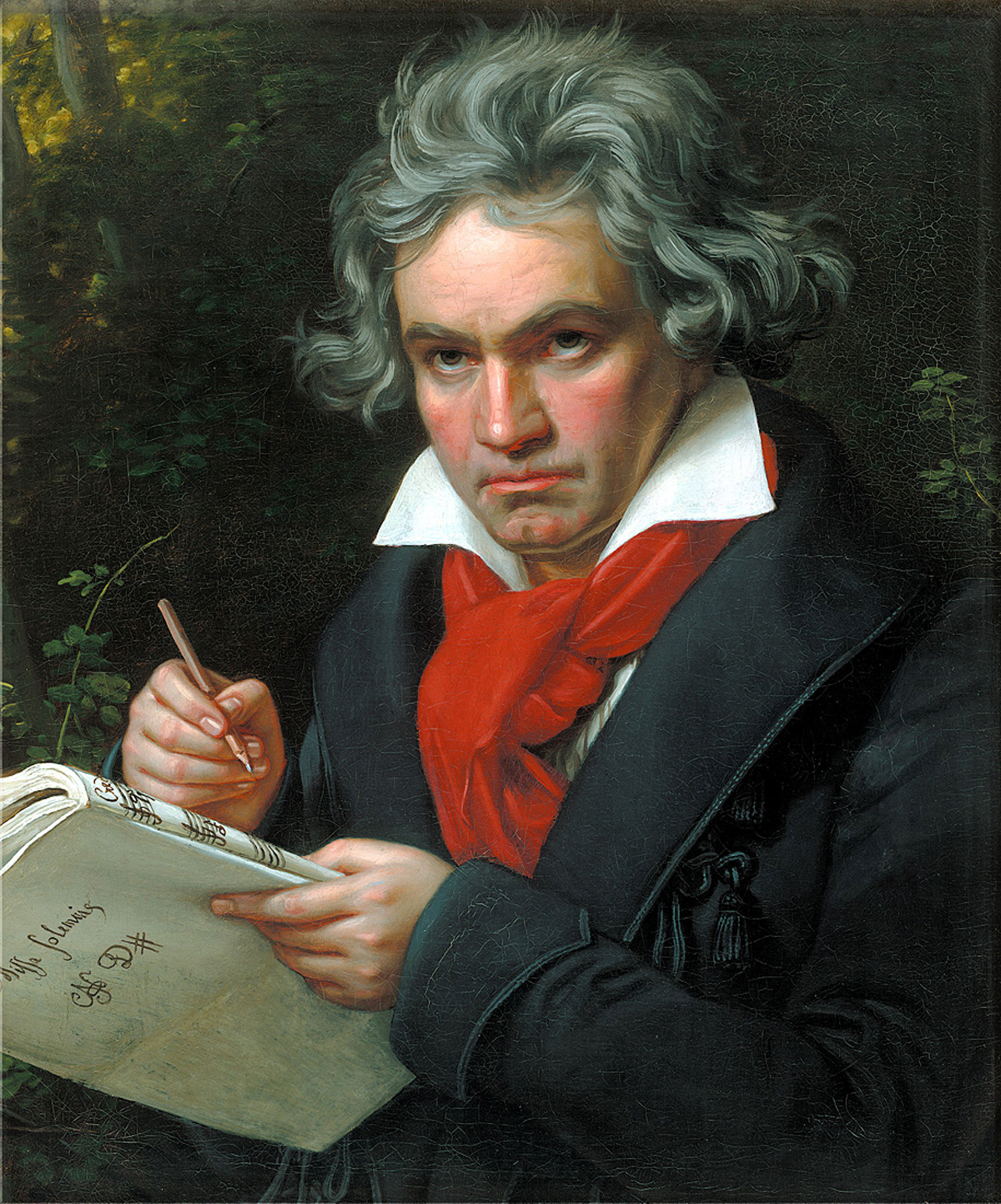
Ludwig van Beethoven, door Joseph Karl Stieler.

Het volkslied van de Europese Unie is een gedeelte uit het vierde deel van de negende symfonie die in 1823 werd gecomponeerd door Ludwig van Beethoven. Officieel is het volkslied een zuiver instrumentaal muziekstuk, maar er zijn verschillende pogingen gewaagd om er passende woorden op te zetten.

## Achtergrond
In de finale van deze symfonie gebruikte Ludwig van Beethoven de in 1785 door Friedrich von Schiller geschreven Ode an die Freude (Ode aan de vreugde). Dit gedicht geeft de door Ludwig van Beethoven gedeelde idealistische visie van Schiller weer, die alle mensen als broeders zag.
In 1972 koos de Raad van Europa, die reeds de Europese vlag had ontworpen, het thema van "Ode aan de vreugde" van Ludwig van Beethoven als Europees volkslied en vroeg de bekende dirigent Herbert von Karajan drie arrangementen voor piano, harmonieorkest en symfonieorkest te schrijven. Dit volkslied vertolkt zonder woorden, in de universele taal van de muziek, de idealen van vrijheid, vrede en solidariteit waarvoor Europa staat.
In 1985 maakten de regeringsleiders van de Europese Unie van deze muziek het officiële volkslied van de Unie. Het was niet de bedoeling dat dit de volksliederen van de individuele lidstaten zou vervangen, maar het doel was wel om uitdrukking te geven aan de waarden die de inwoners van de Unie delen en aan hun eenheid in verscheidenheid.

## Variaties
Er zijn verschillende variaties op het volkslied van de EU gemaakt, onder andere door Florian Müller (trance- en hiphop-versies), Christophe Guyard (rapsodie van het volkslied, uitgevoerd met een orkest) en Pierre Lange samen met Bertrand Vigier (een bigbandversie).

## Tekst
Officieel heeft het volkslied van de Europese Unie geen tekst, met als belangrijkste reden dat er geen officiële eenheidstaal is voor de gezamenlijke EU-landen en er dus teksten in alle officiële Europese talen verzonnen zouden moeten worden. Ludwig van Beethoven heeft zijn 9e symfonie echter wel gebaseerd op Ode an die Freude, waardoor deze tekst vaak gebruikt wordt als het volkslied gezongen wordt.
| Originele, Duitse tekst: Freude, schöner Götterfunken, Tochter aus Elysium! Wir betreten feuertrunken, Himmlische, Dein Heiligtum. Deine Zauber binden wieder, Was die Mode streng geteilt, Alle Menschen werden Brüder, Wo Dein sanfter Flügel weilt. |

In 2004 stelde de Oostenrijkse componist Peter Roland een Latijnse tekst voor die zou kunnen dienen als officiële tekst voor het volkslied, maar deze heeft geen gelding gekregen.
| Latijnse tekst Est Europa nunc unita et unita maneat; una in diversitate pacem mundi augeat. Semper regant in Europa fides et iustitia et libertas populorum in maiore patria. Cives, floreat Europa, opus magnum vocat vos. Stellae signa sunt in caelo aureae, quae iungant nos. | Nederlandse vertaling Nu Europa is verenigd Laat het dan voor immer zijn; Moge het, één in verscheidenheid, Bijdragen aan de wereldvrede. Moge altijd in Europa Vertrouwen en rechtvaardigheid heersen En de vrijheid van de volkeren In een groter vaderland. Burgers, laat Europa bloeien, Een grootse opdracht roept jullie op. De gouden sterren aan de hemel Zijn de tekens die ons mogen binden |

De Europese Esperanto-Unie (EEU) heeft een tekstversie in het Esperanto voorgesteld, geschreven door Umberto Broccatelli, Italiaanse esperantist en een groot voorstander van een federaal Europa. Op de website van de EEU staan de vertalingen van de originele Esperanto-versie in 37 talen, waaronder alle 23 officiële talen van de EU.
Op 25 november 2011 werd tijdens een publieke zitting aan de Leidse Universiteit een andere tekst ingewijd. Deze versie, een vrije vertaling van Ode an die Freude door W.T. Eijsbouts, draagt de geest van vrijheid en van opstand uit de tekst van Friedrich Schiller.
| Originele, Duitse tekst uit 1785: Freude, schöner Götterfunken, Tochter aus Elysium! Wir betreten feuertrunken, Himmlische, Dein Heiligtum. Deine Zauber binden wieder, Was der Mode Schwert getheilt, Bettler werden Fürstenbrüder, Wo Dein sanfter Flügel weilt. Rettung von Tyrannenketten Grossmut auch dem Bösewicht, Hoffnung auf den Sterbebetten, Gnade auf dem Hochgericht! Auch die Toten sollen leben, Brüder trinkt und stimmet ein, Allen Sündern soll vergeben, Und die Hölle nicht mehr sein. | Nederlandse vertaling Vreugde grote godenvonken Dochter uit Elysion Wij betreden vurigdronken Hemelse uw heiligdom Toverdraden zullen binden Wat de conventie had gekliefd Geuzen worden prinsenvrinden Waar je brede vleugel wiegt Tirannieën te verderven Voor de booswicht edelmoed Hoop tot op het bed van sterven Van het hoogste Hof tegoed Ook de doden zullen leven Broeders drinkt en wees akkoord Alle zondaars te vergeven En de hel gaat overboord. |